# Donovan Hayden
Donovan Hayden (...) è un giocatore di football americano statunitense che milita nel ruolo di linebacker nei Berlin Adler.